# Labarrus splendidus
Labarrus splendidus är en skalbaggsart som beskrevs av Rudolph Petrovitz 1955. Labarrus splendidus ingår i släktet Labarrus och familjen Aphodiidae. Inga underarter finns listade i Catalogue of Life.